# Спортно училище „Никола Симов“
Вижте пояснителната страница за други значения на Никола Симов.
Спортно училище „Никола Симов“ е спортно училище в град Търговище, община Търговище. Разположено е на адрес: ул. „Цар Симеон“ п.к. 134. То е с общинско финансиране. Патрон на училището е Никола Симов, знаменосец от четата на Христо Ботев. От 2020 г. директор на училището е Надежда Пенева Коева.
През учебната 2021/2022 г. в училището са записани 126 ученици, с паралелки по футбол, борба, спортна стрелба, спортна гимнастика и баскетбол.

## История
Училището е създадено през 1985 г. като приемник на тогавашния Спортен интернат. През всичките години на съществуване, то успява да се съхрани преминавайки през СОУ – Спортен профил и днес Спортно училище „Никола Симов“. Историята на училището е история на много победи. Основната му цел е формиране на спортисти с принос към националния спорт. В периода от 1986 до 2019 г. директор на спортното училище е Кольо Калев.